# 穆斯黑德湖
穆斯黑德湖（Moosehead Lake，意为“鹿头湖”）也作木斯赫德湖，位于美国缅因州中西部，是肯纳贝克河的源头湖。面积310平方公里，为缅因州最大的湖泊。湖岸线曲折，多岛屿和湖湾。沿岸为度假胜地。湖泊得名“鹿头”据说是因为在 Mount Kineo（位于湖泊中部东岸）山上看湖泊形似驼鹿的头部。